# Husein Sherif
Husein Sherif El-Sayed (5 de septiembre de 1990) es un deportista egipcio que compitió en taekwondo. Ganó una medalla de bronce en el Campeonato Mundial de Taekwondo de 2013, y dos medallas de oro en el Campeonato Africano de Taekwondo en los años 2012 y 2014.

## Palmarés internacional
| Campeonato Mundial  | Campeonato Mundial        | Campeonato Mundial | Campeonato Mundial |
| Año                 | Lugar                     | Medalla            | Categoría          |
| ------------------- | ------------------------- | ------------------ | ------------------ |
| 2013                | Puebla (México)           | Medalla de bronce  | –54 kg             |
| Campeonato Africano |                           |                    |                    |
| Año                 | Lugar                     | Medalla            | Categoría          |
| 2012                | Antananarivo (Madagascar) | Medalla de oro     | –54 kg             |
| 2014                | Túnez (Túnez)             | Medalla de oro     | –54 kg             |